# Phulbari (Kurigram)
Phulbari (en bengali : ফুলবাড়ী) est une upazila du Bangladesh dans le district de Kurigram. En 1991, on y dénombrait 129 668 habitants.